# Гиз, Мип
Мип Гиз (нидерл. Miep Gies), урождённая Гермина Зантрушитц (нем. Hermine Santruschitz; 15 февраля 1909 — 11 января 2010) — голландская женщина австрийского происхождения, которая с 1942 по 1944 годы помогала скрывать Анну Франк в оккупированном нацистской Германией Амстердаме. После её ареста она хранила у себя её дневник.
В литературной обработке дневника Анна назвала Мип псевдонимом Анна ван Сантэн (нидерл. Anne van Santen).

## Биография

### Ранняя жизнь

12-летняя Мип Зантрушитц (крайняя справа) с приёмными матерью, сестрой и невесткой, Лейден, пр. 1921 г.

Гермина Зантрушитц родилась 15 февраля 1909 года в рабочей семье в Вене. Её детство пришлось на тяжёлые для Австрии годы. Из-за Первой мировой войны её и без того не богатые родители едва сводили концы с концами. Сильный продовольственный дефицит в послевоенные годы и родившаяся в 1919 году младшая сестра сильно подорвали здоровье Гермины. В декабре 1920, когда Ассоциация Нидерландских Рабочих взяла на себя инициативу взять на временное воспитание австрийских детей из бедных семей рабочего класса в рамках национальной компании, 11-летняя Гермина вместе с другими детьми приехала в Лейден, где попала в семью бригадира угольной компании Лоуренса Ньювенбёрга, который жил с женой, четырьмя сыновьями и одной дочерью. Его старший сын знал несколько немецких слов, и первое время Гермина общалась с приёмными родителями через него. Несмотря на языковой барьер, приёмные братья и сестра хорошо к ней относились.
На нидерландском языке фамилия Гермины произносилась как Сантрушитц, а саму её приёмная семья вскоре стала называть Мип. Девочка пошла в школу, быстро выучила голландский язык и к весне 1921 года была отличницей в своём классе. Приёмные родители интересовались классической музыкой и политикой (каждый день читали газеты). При такой обстановке Мип довольно быстро восстановилась до уровня здоровой девочки, однако так и не переняла любимого занятия голландцев — катания на коньках. Изначально Мип должна была прожить у Ньювенбёргов три месяца, но из-за плохого здоровья её пребывание было продлено ещё на три месяца, после чего Мип осталась у Ньювенбёргов по собственному желанию. Когда Мип было 13 лет, она с семьёй переехала в район Амстердама Ривиеренбюрт. С родителями Мип вновь встретилась только в 16 лет, но к тому моменту она уже полностью освоилась в Нидерландах, поэтому решила не возвращаться в Австрию.
В Амстердаме Мип всерьёз увлеклась философией и, подобно Анне Франк, в подростковом возрасте тоже начала вести дневник, в котором пыталась изучать жизнь с философской точки зрения. Однако затем её пыл поугас, и Мип уничтожила дневник и все записи тех времён.

### Знакомство с Франками
Закончив в 18 лет старшую школу, Мип Сантрушитц начала работать помощником администратора в текстильной компании, где проработала шесть лет, пока не была уволена в 1933 году из-за разразившейся в 1929 экономической депрессии. Несколько месяцев она просидела без работы, после чего соседка сверху, которая работала торговым представителем, рассказала ей о временной вакансии в производящей джем фирме «Опекта», что была одним из её постоянных клиентов. Соседка устроила Мип собеседование с директором компании Отто Франком, который был немецким эмигрантом. Мип приехала в его фирму (тогда она располагалась по адресу Ньюзендисвоорбюрвал 120/126) на велосипеде в парадном костюме, постриженная по последней голливудской моде, что делало её похожей на голливудскую актрису Норму Ширер. Будучи сама немкой, она легко разговаривала с Отто, поскольку тот в то время плохо знал нидерландский. Отто провёл её на кухню, вручил листок с рецептом и попросил сделать джем. Мип проработала на кухне две недели и за это время полностью научилась разбираться в цветовых и вкусовых качествах джема. После чего Отто посадил её за стол, где она отвечала на жалобы клиентов, которые неправильно следовали инструкциям, и давала дополнительную консультацию. Так она была принята на работу, несмотря на то, что, кроме неё, было ещё несколько кандидатур. Здесь же она познакомилась с Виктором Куглером, который, как и она, был австрийцем.
В марте 1938 Австрия была аннексирована Нацистской Германией, но ни Мип, ни её родная семья, будучи неевреями, от этого не пострадали. Не желая иметь с нацистами никакой связи, Мип (которая до сих пор имела австрийское гражданство) в 1939 написала Королеве Вильгельмине письмо с просьбой предоставить ей нидерландские документы. По неизвестным причинам ответа она не получила.
В январе 1940 компания переехала в здание по адресу Принсенграхт 263. Здесь у Мип появились ещё двое новых коллег, с которыми она подружилась, — Йоханнес Клейман и Элизабет Фоскёйл.

### Свадьба

Мип и Ян Гиз в день их свадьбы, 16 июля 1941 г.

С Яном Гизом Мип познакомилась ещё в текстильной компании, где он работал бухгалтером. Они подружились и поддерживали отношения даже после того, как оба были уволены и Мип начала работать в компании Отто Франка, а он начал работать в Социальной Службе Амстердама. Как и Мип, Ян тоже жил в Ривиеренбюрте, и у него была комната на Рижнстраат (Мип в то время всё ещё жила с её приёмными родителями и сестрой Катриной). Их дружба начала перерастать в любовь, и Ян стал заходить на работу к Мип и забирать её на велосипедную прогулку во время обеденных перерывов. Он тоже познакомился с Отто Франком, и когда однажды Отто пригласил Мип к ним домой на ужин, то попросил, чтобы она привела с собой Яна.
Наконец, Мип и Ян решили пожениться, но их помолвка всё время откладывалась, потому что они не имели денег ни на свадьбу, ни на дом. В начале 1939, когда Мип исполнилось 30, а Яну было почти 34, они всё-таки решили попытаться найти отдельное жильё (комната Яна на Рижнстраат не годилась), однако все комнаты, чердаки и подвалы Амстердама на тот момент были заселены немецкими и австрийскими беженцами, которые сбежали в Нидерланды от режима Гитлера. Как это ни странно звучит, но удача улыбнулась им вскоре после вторжения Германии в Голландию, когда они узнали, что на Хунзестраат 25 некая еврейка Стоплман сдаёт две комнаты в своём доме, так как её муж сбежал в Англию.
Спустя некоторое время Мип вызвали в немецкое консульство и, забрав австрийский паспорт, спросили, правда ли это, что в своё время она отказалась примкнуть к Союзу девочек. Мип ответила утвердительно, после чего немецкий консул поставил в её паспорте в графе о сроке действия жирный крест и вернул со словами, что отныне её паспорт лишён законной силы и она должна в течение ближайших трёх месяцев вернуться в Вену, но сможет остаться, если выйдет за голландского подданного. Положение Мип было под угрозой, потому что для свадьбы требовалось её свидетельство о рождении из Вены, которое за три месяца получить было невозможно, однако её дядя Антон сумел раздобыть его в кратчайший срок. Свадьбу сыграли 16 июля 1941 года, и на ней присутствовали все коллеги (Отто Франк на этот день закрыл офис), семья ван Пельс и Отто с Анной (Марго в тот день заболела, и Эдит осталась с ней дома). В тот день Мип очень боялась, что венчание будет прервано после того, как регистратор увидит в её паспорте чёрный крест, но регистратор, просмотрев документ, сказал, что он в полном порядке. В тот же день Мип Гиз автоматически получила голландское гражданство.
Спустя девять месяцев Мип узнала от Отто, что он с семьёй хочет уйти в убежище, которое будет устроено в задней части дома, где располагалась их фирма. Отто попросил Мип, чтобы она помогла поставлять им провиант.

### Убежище
В убежище Франки планировали перебраться во второй половине июля 1942, однако уже 5 июля Марго Франк получила повестку в трудовой лагерь, а на следующий день, рано утром в понедельник, Мип на велосипеде под проливным дождём забрала Марго с крыльца их дома на Мерведеплен и отвезла в фирму. Этот поступок делал её вместо обычной гражданки теперь преступницей: она сопровождала в подполье еврейскую девочку без Звезды Давида на рукаве и на нелегальном велосипеде. Чуть позже в тот же день в Убежище пробралась Анна с родителями.
После того, как в Убежище перебрались ван Пельсы, на Мип и её коллегу Элизабет Фоскёйл была возложена задача по добыванию продуктов. Каждый день, до того, как в офис приходили другие сотрудники, Мип заходила в убежище и забирала список покупок. В течение дня Мип и Элизабет ходили по магазинам (Мип ходила к мяснику и за овощами, Элизабет — за молоком и хлебом), и в обеденный перерыв Мип относила продукты в Убежище и там часто обедала, рассказывая всё о новостях снаружи. Иногда она и Ян оставались ночевать в Убежище. После того, как стало известно, что из квартиры ван Пельсов была вывезена мебель (в дневнике Анны это описано в записи от четверга 29 октября 1942 года), Мип решила больше не сообщать их друзьям плохих вестей, хотя к тому моменту они все уже знали о массовой депортации евреев.
По мере продвижения Второй мировой войны положение в Амстердаме становилось всё более бедственным, и Мип с трудом доставала бакалею для восьмерых нелегалов (16 ноября 1942 к ним присоединился Фриц Пфеффер). Очень тяжело стало весной 1943, когда Мип и Ян спрятали в своём доме голландского студента, отказавшегося подписать немецкую присягу верности, наложенную немцами на всю голландскую молодёжь. Ещё тяжелее стало в декабре, когда Мип, Элизабет и Клейман заболели, но к Новому Году они успели поправиться.

#### Арест и после него
День пятницы 4 августа 1944 года, по её воспоминаниям, ничем не отличался от предыдущих дней. Придя на работу, она зашла в убежище и взяла список покупок. Анна хотела ей что-то сообщить, и Мип пообещала зайти в течение дня.
Около одиннадцати я вдруг увидела в проёме двери мужчину в штатском. Я и не заметила, как и когда он появился. Мужчина направил на нас револьвер и шагнул внутрь. «Оставаться на своих местах, — сказал он по-голландски, — не двигаться!» И прошёл в кабинет Куглера. Мы оцепенели от ужаса. Клейман прошептал мне: «Мип, это случилось». Беп дрожала всем телом. Клейман между тем не отрывал глаз от входной двери. Но посетитель с револьвером, по-видимому, явился один. Как только он покинул контору, я быстро вытащила из сумки нелегальные продуктовые талоны, деньги и бутерброды Яна. Приближался перерыв, и тот мог явиться с минуты на минуту. В тот же момент послышались его шаги. Я немедленно вылетела за дверь и, не дав ему войти внутрь, сунула в его руку свёрток. «Ян, беда», — прошептала я. Он всё понял и скрылся. ... Мы с Клейманом  ждали ещё приблизительно три четверти часа, пока не появился мужчина — но не тот, что приходил раньше. Он приказал Клейману последовать за ним в кабинет Куглера. Я осталась на своём месте, не имея представления о том, что происходит в доме. Но мне и думать об этом было страшно.
Несмотря на уговоры Клеймана «уходить из офиса, иначе полиция решит, что они все знали об убежище», Мип осталась, надеясь, что полицейские отнесутся к ней снисходительно из-за её австрийского происхождения. Она не слышала, о чём именно говорили Клейман и полицейский, но уловила, что в речи последнего наличествует австрийский акцент. Допросив Клеймана, он начал допрашивать Мип, потому что, как ей показалось, что-то натолкнуло его на мысль, что она тоже знает об Убежище. Не сдержавшись, Мип сказала: «Вы из Вены, как и я». Тот замер и потребовал её паспорт. Изучив его, он, а это был Карл Зильбербауэр, пришёл в ярость: «И не стыдно тебе потворствовать грязным евреям?!» Как она вспоминала, он был в замешательстве: «В тот момент я подумала, что моё положение не совсем безнадёжно. У меня было чувство, словно я выросла на несколько сантиметров. Офицер изучал меня взглядом и, казалось, думал: „Вот, друг против друга стоят два человека, родившиеся в одной и той же стране, одном и том же городе. Один карает евреев, другой помогает им“». Пригрозив арестом Яна, Зильбербауэр велел Мип оставаться в офисе.
Тут я услышала, как наши друзья из Убежища спускаются по лестнице. По звуку шагов казалось, что они идут, подобно побитым собакам.
Мип не видела, как их погрузили в грузовик и увезли. Вместе с ними были арестованы Клейман и Куглер. От ужаса она просидела в оцепенении вплоть до конца рабочего дня, пока не пришли Ян и Элизабет. После этого она и работник склада Виллем ван Маарен пробрались в Убежище, где всё было перевёрнуто. Опасаясь, что гестаповцы вернутся и застанут их за присвоением «еврейского имущества», они быстро ушли оттуда. Найдя на полу дневник Анны и несколько листков с её записями, Мип спрятала их в ящике своего стола, рассчитывая отдать Анне, когда та вернётся. Чуть позже она уговорила ван Маарена напроситься в помощники рабочим, которые вывозили мебель из Убежища, чтобы прихватить оставшиеся записи Анны, которые Мип, не читая, складывала туда же в стол. На следующий день к ней подошёл Тони Алерс и сказал, что немцы, отступая под давлением восточного фронта, стремятся захватить с собой как можно больше денег, и если она свяжется с Зильбербауэром, то, может быть, ей удастся уговорить его отпустить нелегалов взамен на выкуп. Договорившись с ним о встрече, она пришла к нему в гестапо, но Зильбербауэр отказался идти ей навстречу, мотивируя это тем, что он лишь исполняет приказы. Мип потребовала аудиенции у его начальника, но когда пришла к тому, то застала его и других офицеров за слушанием британского радио, из-за чего её тут же выставили за дверь. Поняв, что Зильбербауэр ничем ей не поможет, она вышла на улицу и только тогда, по её словам, поняла, какой опасности сумела избежать сама.
Из-за ареста Куглера и Клеймана Мип пришлось взять на себя управление фирмой, как единственной, чья должность позволяла это сделать. Как и все амстердамцы, Мип и Ян с трудом пережили зиму 1945 года, когда в городе стало совсем тяжело с продовольствием. О судьбе нелегалов она оставалась в неведении вплоть до июня 1945, когда Отто вернулся в Амстердам. Именно Мип была рядом с ним, когда он получил письмо, сообщающее, что обе его дочери не пережили депортацию. Узнав об этом, Мип отдала Отто все записи Анны.

### Поздняя жизнь и смерть

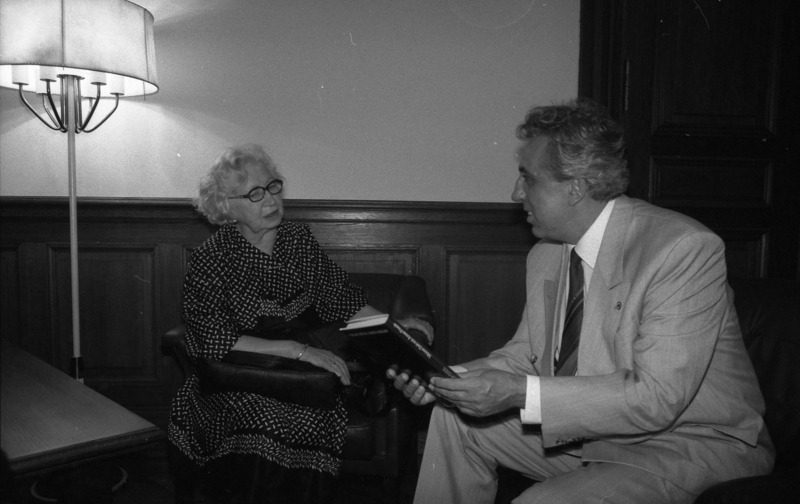
Мип Гиз и Эгон Кренц, сентябрь 1989 г.

После освобождения Мип и Ян на некоторое время поселили Отто у себя, но затем их отношения с мефрау Стопплман начали портиться, и все трое на время переехали к сестре Яна Фенне. В декабре 1946 они переехали к другу Яна менееру Ван Каспель, который жил в отдельном доме. Летом 1947 Мип поняла, что ведение хозяйства отнимает у неё слишком много времени (она готовила и стирала сразу для трёх мужчин), и поэтому ушла из «Опекты», чтобы посвятить себя семье. Тогда же она впервые прочла книжное издание дневника Анны. В 1948 году Ян выиграл небольшую сумму в лотерее, которую они потратили на отдых в Швейцарии. 13 июля 1950 года у Мип и Яна родился сын Паул (до этого вопрос о детях у них не поднимался, потому что вторжение немцев в Нидерланды и сама оккупация сильно напугали Мип и Яна, которые не хотели, чтобы их дети росли в столь неспокойной обстановке). Вплоть до смерти Отто в 1980 году Мип и Ян получали от него звонки каждый год в годовщину их свадьбы. Сами они тоже часто навещали его в Швейцарии.
Мип Гиз умерла 11 января 2010 года.

## Награды
В 1994 году Мип Гиз получила Орден «За заслуги перед Федеративной Республикой Германия». В 1997 она была посвящена в рыцари королевой Беатрикс. В честь неё была названа малая планета 99949 Miepgies.